# Жінка, яка знала
«Жінка, яка знала» (англ. The Woman Who Knew) — американська короткометражна драма 1913 року.

## Сюжет
Гаррі Бічер знаходить свою наречену, Єву Мартін в стані алкогольного сп'яніння, і вони розривають заручини. Його мати заходить в кімнату Гаррі наступного ранку, та бачить, що він не був удома всю ніч. Коли Гаррі повертається, мати попереджає, що він йде слідами свого батька, який покинув родину. Вражений, він обіцяє змінитися і розповідає їй про розірвані заручини з Євою.

## У ролях
- Мей Ботті — Єва Мартін
- Ірвінг Каммінгс — Гаррі Бічер
- Сью Бальфур — його мати